# Хошчишовице
Хошчишовице (на полски: Chościszowice) е село в Полша, Долносилезко войводство, Болеславешки окръг, община Болеславец. Според Полската статистическа служба към 31 март 2011 г. селото има 68 жители.